# 梅窓院
梅窓院（ばいそういん）は、東京都港区南青山二丁目にある浄土宗の寺院。青山通り（国道246号）沿いに面している。江戸三十三観音札所の第24番札所。摂津尼崎城主の青山幸成の死後、法号の梅窓院殿香誉浄薫大禅定門から名を取って1643年（寛永20年）に下屋敷内に建立され、幸成の子孫の美濃郡上藩主や分立した旗本の菩提寺となった。

## 歴史
幸成系青山家の下屋敷が梅窓院として浄土宗の寺院になったのは、1643年（寛永20年）のことである。青山幸成が病死すると、その遺体は長男幸利により下屋敷敷地内で火葬された。その火葬地に建立された寺は、寺号は幸成の法名である梅窓院殿香誉浄董大禅定門から、山号は幸成の夫人の法名から名を取り、長青山宝樹寺梅窓院とされた。その後、増上寺の中興の祖とされる在応が開山要請し、南龍が開山したとされる。
江戸時代初期に町奉行を務めた青山忠成の遺領の内1500石を継いで分立し、幸成の家系は、その後12代に渡って梅窓院に埋葬された。過去帳では藩主および一族145余名の法名が確認でき、梅窓院の敷地内には幸成系青山家にまつわる120余基の墓碑と供養塔が存在していた。平成の梅窓院再建後、幸成系青山家の墓は一つにまとめられ、青山宗家累代之墓として記されているが、幸成系は正しくは宗家ではなく分家である。
また、面積約27万km2の敷地内に10万余人が眠る青山霊園は、1872年（明治5年）に郡上藩青山家下屋敷跡地の南側を墓地としたもので、1889年（明治22年）に当時の東京市に移管された。
平成に入り、青山通り沿いで地下鉄の便も良い梅窓院は墓地を改葬し、2003年（平成15年）には、隈研吾による設計で、ガラス張りやバリアフリーを特徴とする高さ5階、地下2階の本堂が再建された。

## 境内
青山通り（国道246号）沿いにある孟宗竹が植えられた参道を通って山門をくぐると正面に案内所がある。案内所の右手側に寺院棟があり、案内所の奥に墓地がある。

### 寺院棟・住居棟
2003年（平成15年）に建築家の隈研吾によって再建された。寺院棟と住居棟の建築構造は以下の通り 。
- 設計:
  - 建築 隈研吾建築都市設計事務所、長谷工コーポレーション
  - 構造: オーク構造設計
  - 設備: 長谷工コーポレーション
- 施工: 長谷工コーポレーション、鹿島建設東京支店
- 敷地面積: 5,932.12平方メートル
- 建築面積: 3,492.07平方メートル
- 延床面積: 29,648.32平方メートル
- 階数
  - 寺院棟: 地下2階 地上5階
  - 住居棟: 庫裏A棟：地下2階 地上14階
- 構造:
  - 寺院棟: 鉄骨鉄筋コンクリート造 一部鉄骨造
  - 住居棟: 庫裏A棟：鉄骨鉄筋コンクリート造 一部鉄骨造
- 工期: 2001年（平成13年）9月〜2003年（平成15年）6月

#### 寺院棟
- 地下1-2階: 祖師堂
- 1階: エントランス、ロビー、観音堂
- 2-3階: 本堂
- 4階: 寺務所
- 5階: 客殿 - 雨水を利用した水盤を臨む大きな窓に面している

#### 住居棟
- 地下2階: エントランスホール
- 地下1階: 講堂
- 1階: 学寮
- 2階: 客殿 - 欄間や床柱が再利用されている
- 3-13階: 住戸
- 14階: ラウンジ、デッキテラス

### 墓地
郡上藩主青山家や分立した旗本の菩提寺として、青山幸成以下120名余りの墓がある。また、青山幸敬の墓石にはキリシタン燈籠が利用されている。その他、歌人の伊藤松軒、画家の板谷桂船・板谷桂意、儒家の川北梅山・角田青渓・角田青陵、医家の竹内玄同・竹内正信、兵学者の山脇正斎、「天狗煙草」の煙草製造販売者の岩谷松平、公卿・子爵の平松時厚、政治家の林田亀太郎、作曲家の平井康三郎、浅沼稲次郎殺害実行犯の山口二矢、僧侶の耆山上人などの墓がある。

## 文化財
泰平観世音菩薩
本尊の泰平観世音菩薩は、大和東大寺大仏殿に安置されていたもので、鑑真が中国から招来したものと言われる。源頼義が奥州合戦の際に念持仏として持参し、その後南部家を経て青山家に安置されることとなった。

## 年中行事
- 1月 - 修正会
- 3月 - 春彼岸法要
- 4月 - 灌仏会（花まつり）
- 5月 - 大施餓鬼会法要
- 7月 - 盂蘭盆会法要
- 9月 - 秋彼岸法要
- 11月 - 十夜法要

## 参考画像

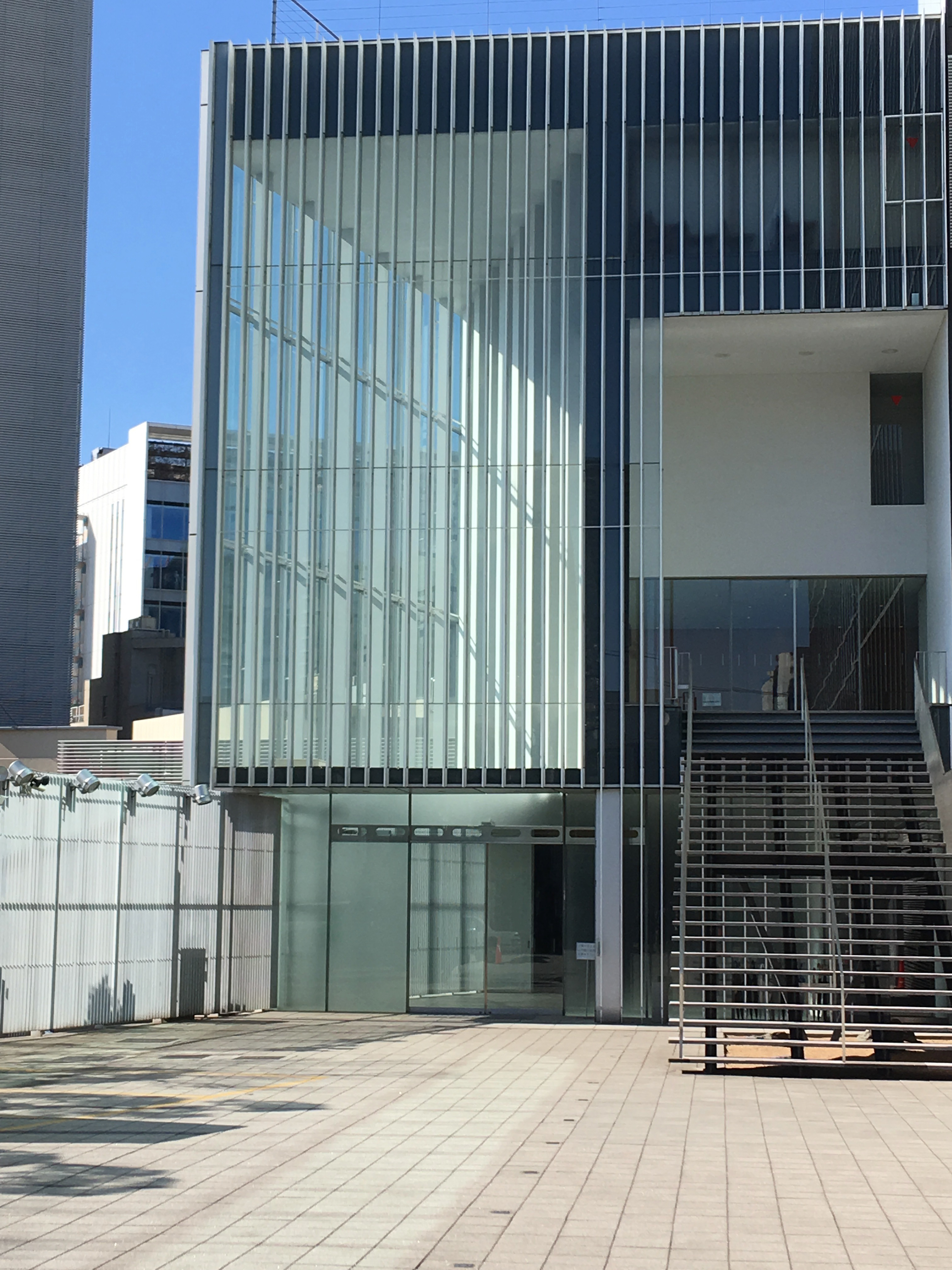
寺院棟
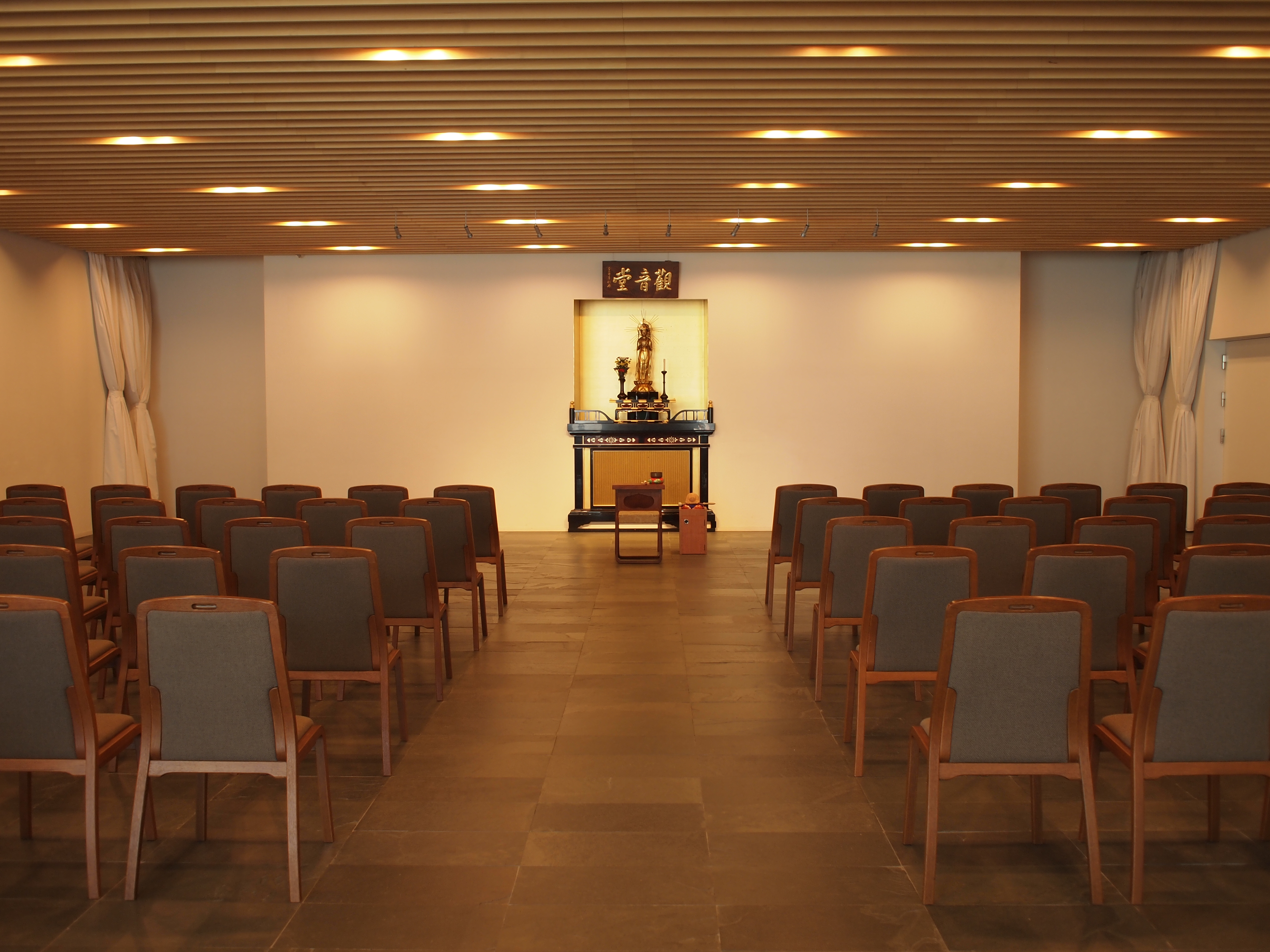
観音堂
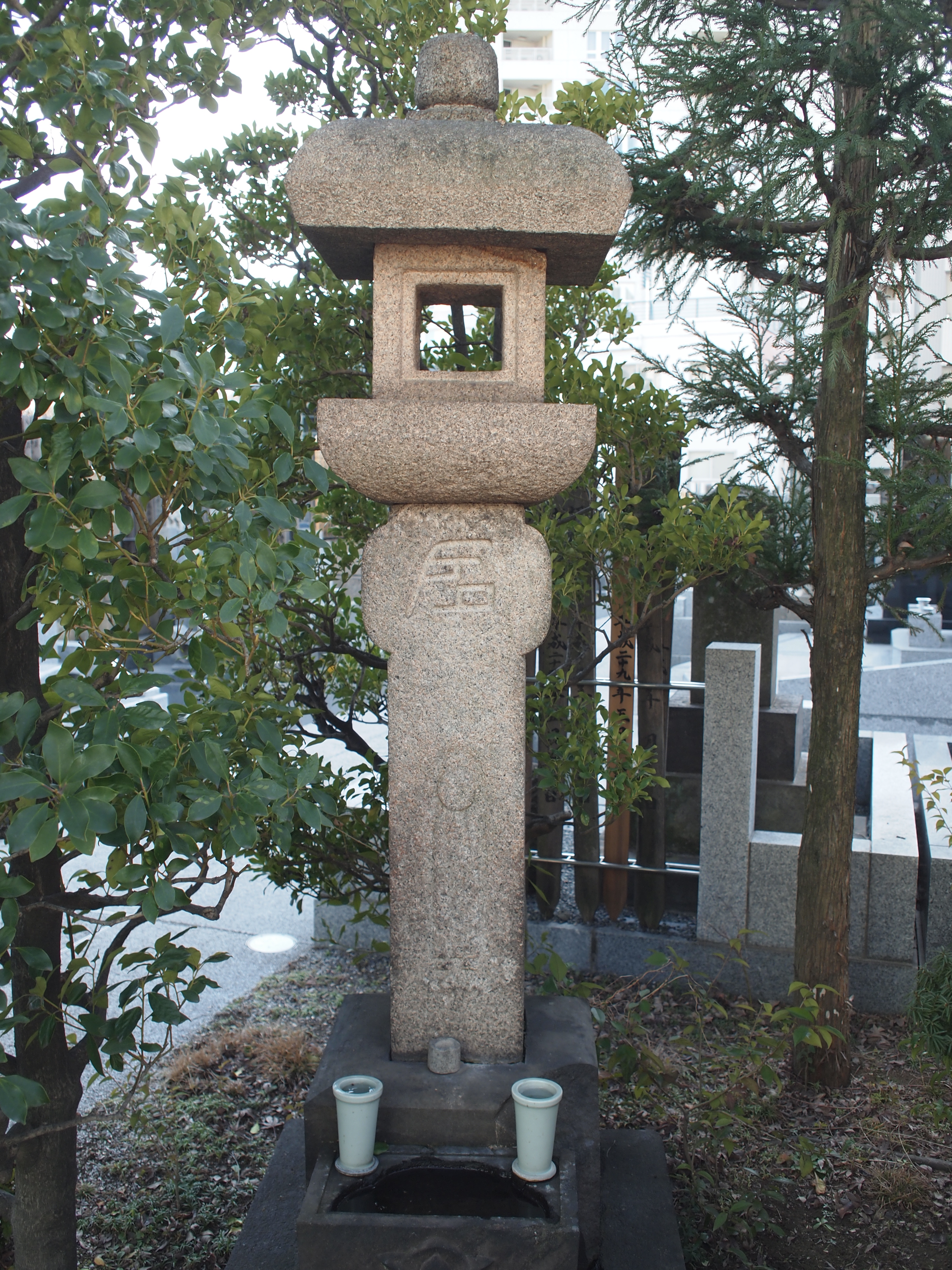
キリシタン灯籠（”Ｌｈｑ”の銘刻が有る）

## 交通アクセス
鉄道
- 東京メトロ銀座線 外苑前駅下車 徒歩1分[1]